# Tetraonyx superba
Tetraonyx superba es una especie de coleóptero de la familia Meloidae.

## Distribución geográfica
Habita en Brasil.